# Мультимножество
Мультимножество —  модификация понятия множества, допускающая включение одного и того же элемента в совокупность по нескольку раз. Число элементов в мультимножестве, с учётом повторяющихся элементов, называется его размером или мощностью. 
Идея мультимножества неявно используется со времён древности (Кнут приводит в пример Бхаскару II из XII века, изучавшего перестановки мультимножеств), но введение понятия и фиксацию термина относят к де Брёйну (1970-е годы). Используется в основном в приложениях (информатике, искусственном интеллекте, теории принятия решений), в применении к теории сетей Петри мультимножество называется комплектом. В различных приложениях используют разную нотацию.
Формально, мультимножество на множестве {\displaystyle A} определяется как упорядоченная пара {\displaystyle (A,m)}, где {\displaystyle m\colon A\to \mathbb {N} } — это функция, сопоставляющая каждому элементу множества {\displaystyle A} некоторое натуральное число, называемое кратностью этого элемента.
Один из самых простых примеров — мультимножество простых множителей целого числа. Так, например, разложение числа 120 на простые множители имеет вид: {\displaystyle 120=2^{3}3^{1}5^{1}}, поэтому его мультимножество простых делителей — {\displaystyle \{2,2,2,3,5\}}.
Другой пример — мультимножество корней алгебраического уравнения. Например, уравнение {\displaystyle x^{3}-5x^{2}+8x-4=0} имеет корни {\displaystyle \{1,2,2\}}.
Число различных мультимножеств мощности {\displaystyle k}, состоящих из элементов, выбранных из множества мощности {\displaystyle n}, может быть вычислено по следующей формуле, как биномиальный коэффициент:
{\displaystyle {n+k-1 \choose k}}.